# 로마 (신화)

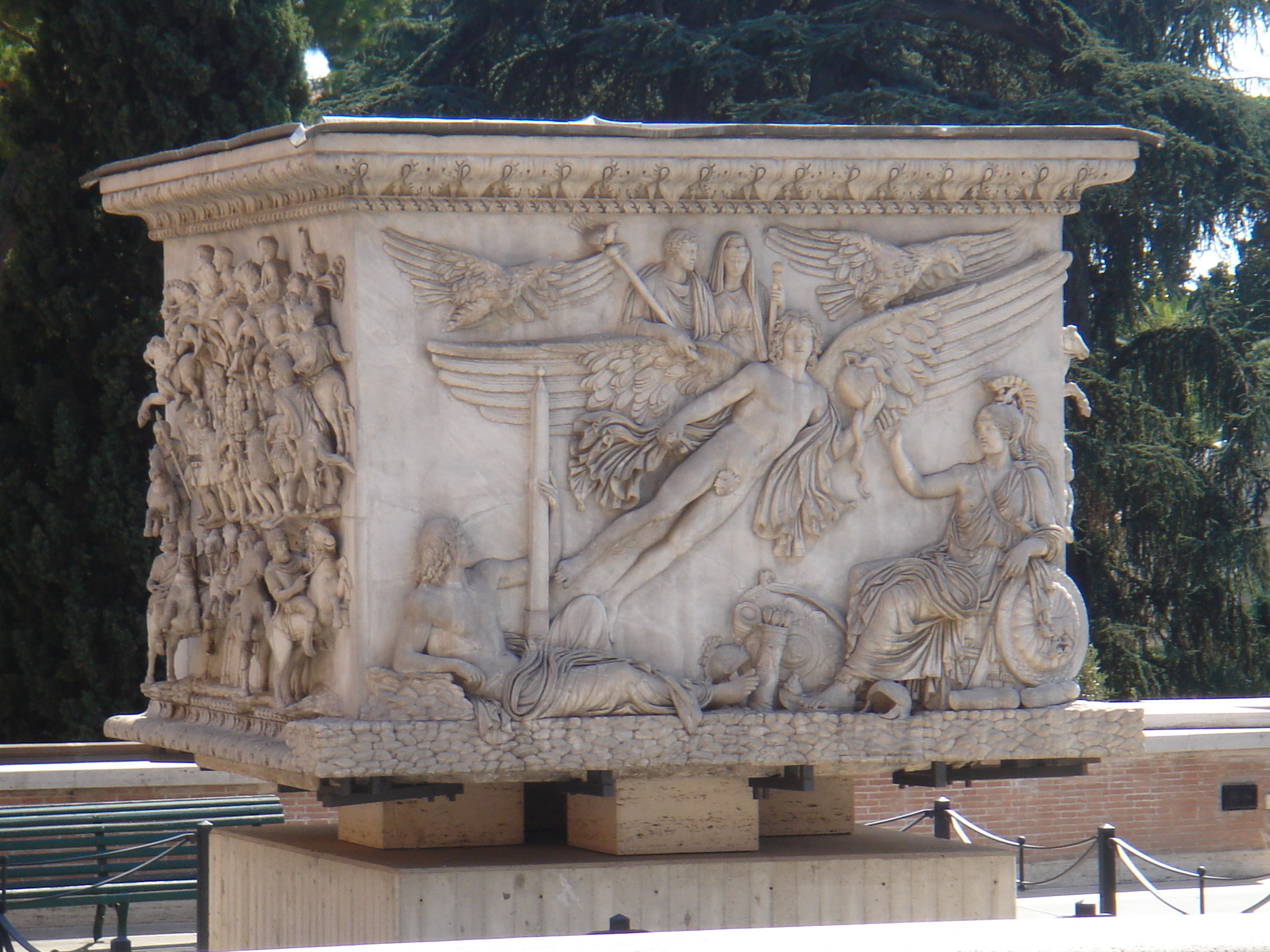
안토니누스 피우스 기념기둥의 기단. 오른쪽 아래의 적으로부터 몰수한 무기 위에 앉아 있는 것이 로마

로마(Roma)는 고대 로마의 여신이자, 로마라는 도시, 나아가서는 국가를 의인화한 신이다. 안토니누스 피우스 기념기둥의 기단에 그려져 있다.

## 성립
기원전 280년 - 276년과 기원전 265년 - 242년의 로마의 동전에 그려진 헬멧을 감싼 여신은 로마라고 되기도 하지만, 완전하게 특정된 것이 아니다. 고대 로마의 초기의 동전에는 아마존과 같은 여성 투사가 그려진 것도 있어, 로마는 아닐까 하지만, 여신이라는 것보다도 게니우스와 같은 것이라고 해석된다. 엔니우스는 '조국 로마'를 로마에 의인화 해, 키케로는 그녀를 '로마 국가'라고 했지만, 어느쪽이나 '여신' 로마라고는 말하지 않았다. 로마 신화 속에서 로마라는 이름으로부터 그 가계가 고안 되어 최종적으로 그리스의 여신으로 여겨졌다.

## 그리스 세계에서의 여신 로마

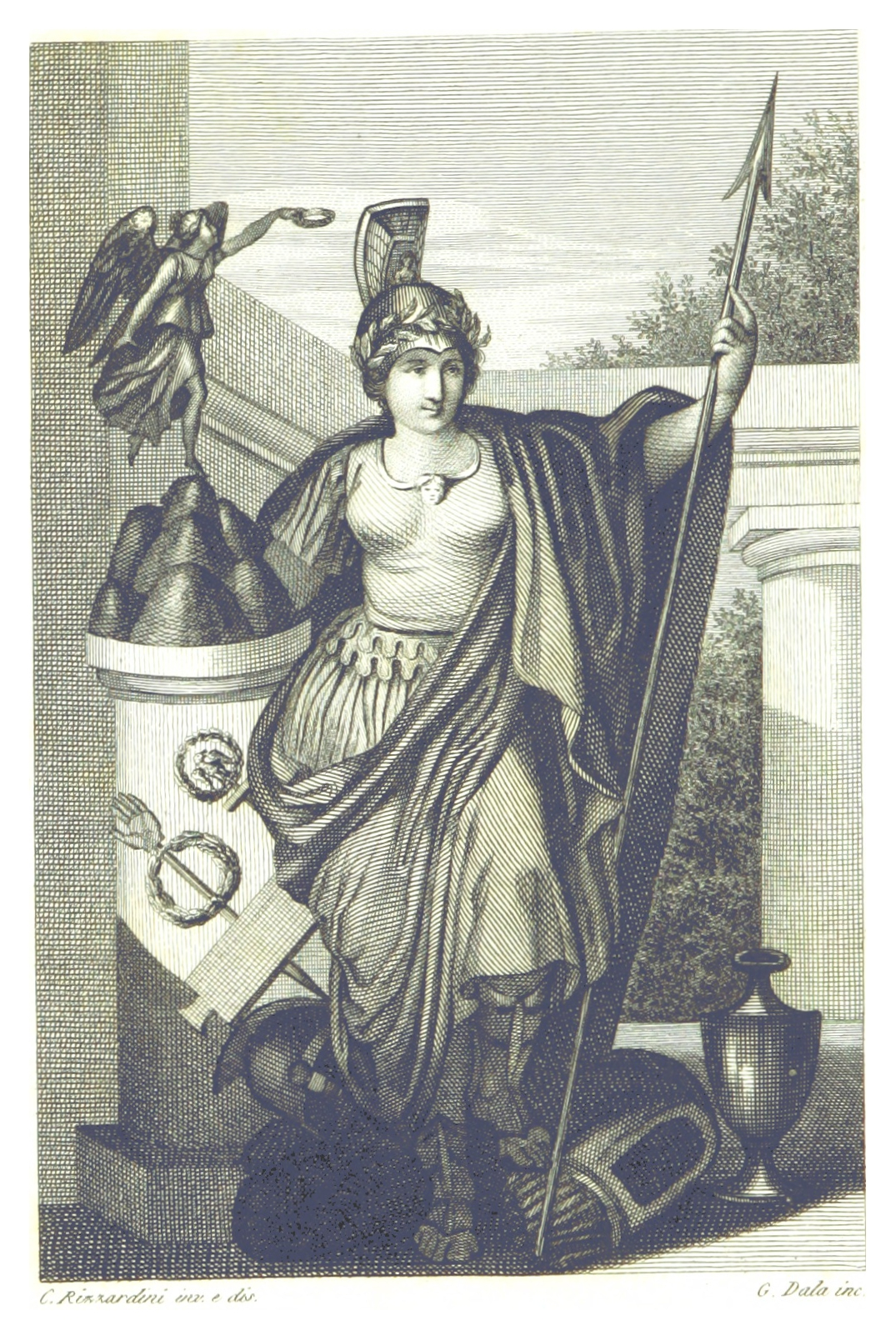
로마 (신화)

초기의 여신 로마에의 신앙은 기원전 195년의 스미르나에서 확립했다. 이는 아마 로마와의 동맹에 의해서 안티오코스 3세와 대항할 수 있었던 것에 기인한다. Mellor는 이 신앙을 그리스나 동방의 군주제의 전통과 로마 공화정의 관습을 묶기 위한 종교와 정치를 관련된 외교 정책의 형태는 아닐까 하고 있다. 로마 국가를 신성한 것으로 인격화하는 것으로, 그 관직이나 공화국이나 도시가 신성하고 영원한 것이라고 인정하게 했던 것이다. 아테네나 로도스섬은 공화정의 도시 국가였기 때문에, Demos (일반 대중)를 인격화한 전통적 신앙이 있어, 여신 로마를 받아 들이기 쉬웠다. 기원전 189년, 델포이와 리키아에서는 여신 로마의 축제를 했다. 운동 경기나 헬레니즘 문화 전반의 신성한 스폰서로서 여신 로마는 순조롭게 받아 들여져 축제도 잘 행해지게 되었다. 기원전 133년, 앗타로스 3세는 페르가몬의 사람들과 영토를 여신 로마에 (즉 공화정 로마에) 유증했다. 이에 의해 아시아 속주가 할 수 있어 거기서도 여신 로마에의 신앙이 급속히 퍼졌다.
헬레니즘에서의 종교에서는, 남신에는 남성의 신관, 여신에는 여성의 신관이 시중들었지만, 여신 로마의 신관은 남성이었다. 이는 아마 로마의 군사력의 강력함을 인식하고 있었기 때문이라고 생각된다. 여신 로마의 신관은 다른 신들의 신관 중에서도 고위로 여겨졌다.
아마존이 기원이라고 생각되는 여신 로마이지만, 그리스의 동전에 그려지는 로마는, 그리스의 여신과 같은 성벽관이나 프리기아풍의 헬멧을 감싸고 있다. 시간에는 아무것도 감싸지 않은 경우도 있다. 그 후 로마는, ('맹세'의 수호신으로서의) 제우스나 ('상호 신뢰'를 인격화한) 피데이스와 연결해 붙여졌다. 동방에서의 로마 신앙은, 로마에의 충성과 로마에 의한 비호를 요구하는 것이었다. 로마 국가에의 경의 이외에 여신 로마를 신앙하는 이유는 전혀 없다. Melinno of Lesbos의 것으로 여겨지는 여신 로마를 칭하는 삽포 시의 형식의 시가 남아 있다. 공화정 로마 본체와 그리스보다 서쪽의 영역에서는, 여신 로마에의 신앙은 거의 볼 수 없다.
여신 로마의 신전의 유적은 지중해 동부에서도 적다. 제단이 4개 남아 있어 1체의 의도적으로 절단 된 상이 발견되고 있다.

## 로마 황제 숭배에서의 여신 로마
율리우스 카이사르는 암살에 의해서 신격화되어 로마 및 동방 식민지의 수호신으로서 신앙되었다. 카이사르의 후계자 아우구스투스는 내전을 종결시켜, 프린케프스 되었다. 그리고 기원전 30년 즈음, 아시아 속주나 브리타니아에서는 아우구스투스를 살면서 수호신으로서 모시는 것의 허가를 요구하는 소리가 닿았다. 공화정 로마에서는 헬레니즘적인 군주제를 경멸하고 있었지만, 명백한 거절은 지방민과 동맹국을 화나게 할 가능성이 있었다. 거기서, '비로마인은 여신 로마와 함께라면 아우구스투스를 수호신으로서 신앙해도 괜찮다'라는 주의 깊은 견해가 나타났다. 이 때문에의 신전이 2개소에서 준비되었다. 즉 여신 로마는 최초기의 '황제 숭배'의 형태에 흡수되었다. 혹은 동방으로부터의 관점에서는, 전통 있는 여신 로마 신앙 후에 아우구스투스 신앙이 접목 하듯이 생겼다. 그 이후 여신 로마는 황제나 그 배우자의 신성성을 닫는 역을 담당하게 되었지만, 그리스의 동전의 도안에는 여신 로마를 중앙에 배치해 황제 등을 종자와 같이 배치한 것도 있다.
황제 숭배는 동방의 독창성에 대한 실용적이고 교묘한 반응으로서 생겼다. 전통적 종교의 요소를 다른 의상으로 갈아 입기 해 공화정정부와 혼합해, 원수 아래에서의 제국의 일체감을 나타내는 참신한 골조를 낳아, 성공을 거두었다. 서방의 갈리아, 게르만, 켈트족에게는 군주 숭배의 전통도 로마적인 관리 체제도 없었다. 르그두눔에는 황제 숭배의 센터가 생겨 로마를 모델로 한 주 혹은 자치체 단위의 의회가 도입되어 현지의 상류 계급의 사람들은 황제 숭배의 신관의 선거를 통해 시민권의 이점을 향수했다. 그 제단은 여신 로마와 아우구스투스의 것이었다. 그 후, 여신 로마는 서방에서도 화폐나 금석문에 자주 등장하게 되었다. 여신 로마에 언급하는 문헌은 적지만, 그것은 무시되었기 때문은 아니고 너무 일반화했기 때문은 아닐까 추측된다. 초기의 아우구스투스의 시대, 여신 로마는 산 황제의 배우자 위에서 칭할 수 있었다고 보여진다.
아프리카 속주에서는, 여신 로마와 아우구스투스의 신전이 레프티스 마그나와 Mactar에 있었다. 이탈리아 반도에서는 6개소의 신전이 발견되고 있다. 라티움에는 2개 있어, 그 중 1개는 개인이 세운 것이다. 티베리우스의 시대에는, 오스티아에 여신 로마와 아우구스투스의 큰 신전이 있었다.
로마 시내에서의 초기의 여신 로마에의 신앙은, 하드리아누스가 건설한 웨누스와 로마 신전에서, 웨누스에의 신앙과 조합한 것이었다. 이는 당시 시내 최대의 신전으로, Parilia라고 하는 축제를 형태를 바꾸어 부활시키려는 의도였지만, 그 축제는 여신의 로마의 동방에서의 축제에 모방해 Romaea로 불리게 되었다. 이 신전에는 헬레니즘풍의 여신 로마의 좌상이 있어, 그 오른손에는 로마의 영구성을 상징한 팔라디움이 있었다. 로마에서는, 이는 참신한 구현화였다. 그리스에서 로마를 위엄이 있는 여신으로서 해석한 것으로, 군사 지배의 상징이었던 물건이 제국의 비호와 엄숙함의 상징으로 바뀌어 갔다.
여신 로마는 지위는 애매한 것이다. 크로디우스 아르비누스가 셉티미우스 세베루스에 르그두눔으로 패배하면, 르그두눔의 신전으로부터 여신 로마 신앙이 배제되었다. 로마와 아우구스투스는 새로운 억압된 황제 숭배의 대상이 되었다. Fishwick은 이 르그두눔에서의 의례의 변화를 노예에 의한 가장 숭배에 비슷한 것이라고 해석했다. 이러한 시기가 어느 정도 계속되었는지는 불명하지만, 이것은 그 밖에 볼 수 없는 독자적인 발전이었다.
그 후의 한층 더 혼란했던 시대에서도, 예를 들면 프로부스는 드미나트스의 관을 감싼 모습을 동전에 그리게 하고 있지만, 이면은 웨누스와 로마의 신전을 그리고 있다. 프로부스의 초상이 전제군주의 주권을 나타내는데 비해, 여신 로마는 그 주권이 어디까지나 로마의 전통과 제국의 통일에 보장 받은 것임을 나타내고 있다.